# Stare Osipy
Stare Osipy – wieś w Polsce położona w województwie podlaskim, w powiecie wysokomazowieckim, w gminie Wysokie Mazowieckie.
W latach 1975–1998 miejscowość administracyjnie należała do województwa łomżyńskiego.
Wierni kościoła rzymskokatolickiego należą do parafii św. Jana Chrzciciela w Wysokiem Mazowieckiem.

## Historia
Wieś Oszczypy (Osypy) wzmiankowana w czasie spisu podatkowego Ziemi bielskiej z roku 1580. Osipy należały wtedy do Radziwiłłów, dzierżawcą był Mikołaj Dąbrowski. Kolejni właściciele: Makowieccy, Opaccy, Szczukowie (koniec XVII w.), Kątscy, Potoccy (do połowy XVIII w.). Później miejscowość należała do: Piotrowskiego, Pudłowskiego, Idźkowskiego.
W 1861 roku 8 włościan zostało tu oczynszowanych na zasadzie umowy z właścicielami dóbr Wysokie Mazowieckie, tj. Ludwikiem i Różą Fiszerami. Nowi gospodarze to: Kazimierz Komarowski s. Antoniego (14 morgów 141 prętów), Paweł Komarowski (15 morgów i 99 prętów), Tomasz Komarowski (14 morgów 205 prętów), Maciej Wądołkowski (14 morgów 257 prętów), Kazimierz Mentecki (14 morgów 250 prętów), Jan Olechwierowicz (14 morgów 268 prętów),  Tomasz Wądołkowski (15 morgów 82 pręty), Adam Malinowski (16 morgów 129 prętów).
Wymienieni ubezpieczyli się od ognia. Składka roczna na ten cel wynosiła od 32 do 56 kopiejek.  Wszyscy płacili roczny czynsz w wysokości 11 rubli i 25 kopiejek. Do  obowiązków należała także dziesięcina na rzecz probostwa w Wysokiem Mazowieckiem (30 snopów owsa i 30 snopów żyta). Należności na rzecz państwa to: podatek podymny (3 ruble), kontyngent liwerunkowy na rzecz wojska (1 rubel 20 kopiejek), posługa transportowa (17 kopiejek), szarwark  sprzężajny (dwa dni).
W czasie uwłaszczenia ziemi dworskiej w 1864 r. powstało tu 17 gospodarstw na 47 morgach gruntu. Pod koniec XIX w. wieś i folwark w powiecie mazowieckim, gmina i parafia Wysokie. Osad 17. We wsi grunty rolne o powierzchni 47 morgów. W folwarku Osipy oddzielonym w roku 1882 od dóbr Wysokie: 6 budynków murowanych, 9 drewnianych i cegielnia. Powierzchnia użytków rolnych wynosiła 932 morgi (grunty orne-480, łąki-79, las-359, nieużytki-14 morgów). Płodozmian 18. polowy. Folwark Osipy (lit. D) o powierzchni 180 morgów, oddzielony od dóbr Osipy w roku 1885.
W roku 1921 wyszczególniono:
- kolonię Osipy Stare. Naliczono tu 25 budynków z przeznaczeniem mieszkalnym oraz 174 mieszkańców (89 mężczyzn i 85 kobiet)
- wieś Osipy Stare Włościańskie. Było tu 8 budynków z przeznaczeniem mieszkalnym i 2 inne zamieszkałe oraz 62 mieszkańców (36 mężczyzn i 26 kobiet). Wszyscy podali narodowość polską i wyznanie rzymskokatolickie[12]

W 1935 r. we wsi było 13 domów. Działał zakład stolarski J. Pawłowskiego.
Od 1954 r. miejscowość należała do gromady Osipy-Kolonia, następnie do gromady Wysokie mazowieckie i gminy Wysokie Mazowieckie.

## Obiekty zabytkowe
- krzyż przydrożny, kuty – koniec XIX lub początek XX w.
- krzyż przydrożny, kamienny – 1939 r.[13]